# Trčkov

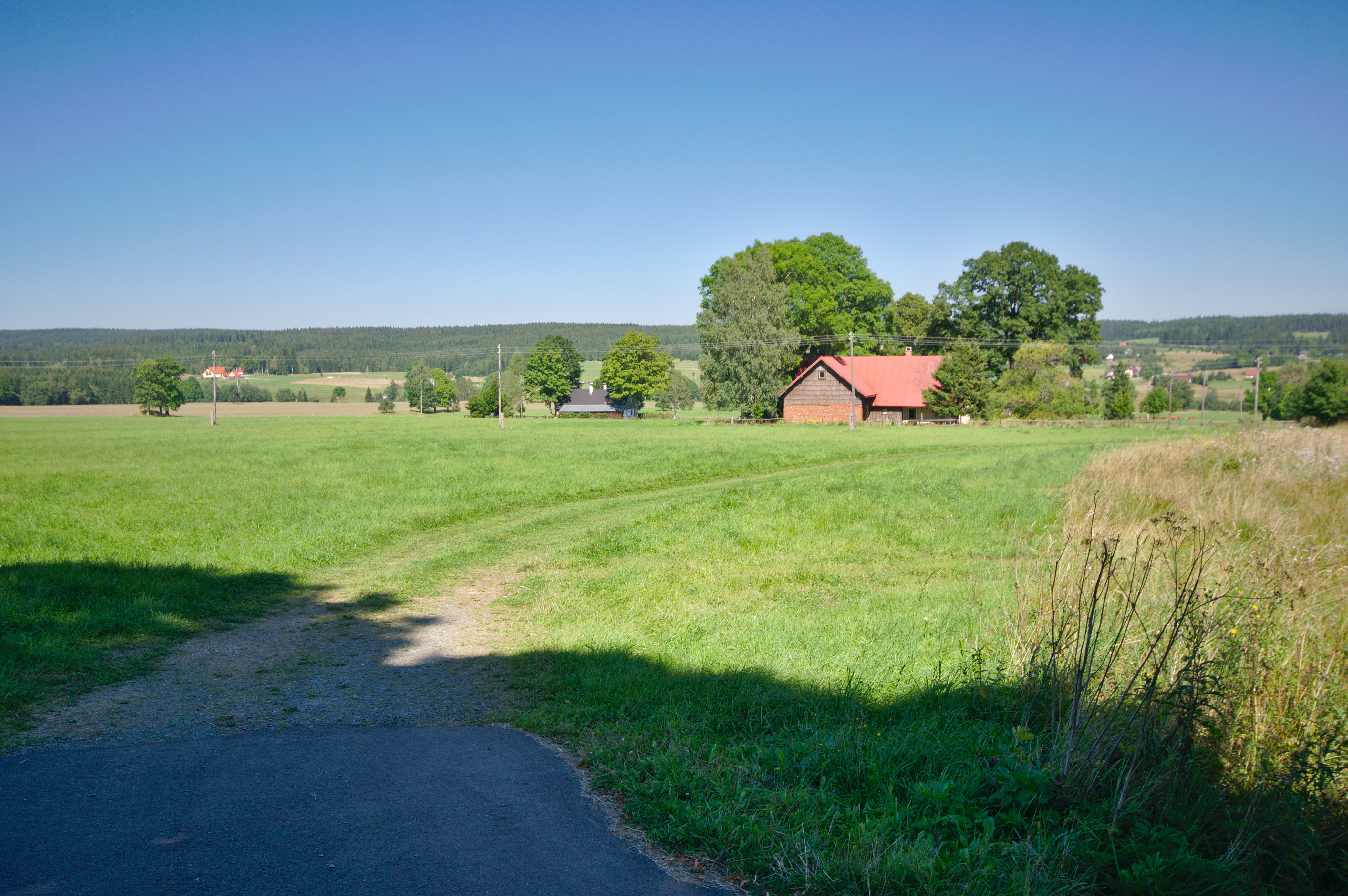
Ortsansicht

Trčkov (deutsch Trtschkadorf) ist eine Grundsiedlungseinheit   der Gemeinde Orlické Záhoří im Okres Rychnov nad Kněžnou in Tschechien. In unmittelbarer Nähe im Nordosten verläuft die Grenze zu Polen.

## Lage
Trčkov liegt zwischen dem Hauptkamm des Adlergebirges und dem Habelschwerdter Gebirge am rechten Ufer der oberen Wilden Adler (Erlitztal). Es wird über eine Stichstraße erreicht, die bei Bedřichovka von der Staatsstraße 311 abzweigt und nach zwei Kilometern in Trčkov endet. Südwestlich von Trčkov erhebt sich die 1.115 m hohe Velká Deštná (Große Deschneyer Koppe).
Nachbarorte sind Bedřichovka und Zelenka im Südosten und Zákouti (Hinterwinkel) im Südwesten. Jenseits der Grenze liegen Zieleniec im Nordwesten und Lasówka im Südosten.

## Geschichte
Trtschkadorf gehörte zum Königgrätzer Kreis und wurde erstmals 1654 schriftlich erwähnt. Es wurde von den Opočnoer Grundherren Trčka von Lípa  angelegt, auf die sich der Ortsname bezieht. Wegen der zahlreichen Glashütten in diesem waldreichen Gebiet wurde Trtschkadorf überwiegend mit Waldarbeitern, Aschenbrennern und Köhlern besiedelt.
Seit 1750 war Trtschkadorf eine selbständige Gemeinde und gehörte zur Bezirkshauptmannschaft Senftenberg. Es war zur Pfarrkirche in Kronstadt gewidmet. 1913 wurden 527 deutsche und ein tschechischer Einwohner gezählt. Die Kinder von Trtschkadorf besuchten die Schule in Friedrichswald, wo nach der Gründung der Tschechoslowakei 1919 auch eine tschechische Minderheitenschule errichtet wurde. Infolge des Münchner Abkommens wurde Trtschkadorf 1938 dem Deutschen Reich angeschlossen und gehörte bis 1945 zum Landkreis Grulich. Für 1939 sind 372 Einwohner nachgewiesen, die in 86 Häusern lebten. Nach dem Zweiten Weltkrieg wurden die deutschen Bewohner vertrieben. Die verlassenen Häuser wurden von Partisanen niedergebrannt oder verfielen im Laufe der Zeit. Heute befinden sich auf dem Gebiet von Trčkov nur noch einige wenige Häuser sowie Schutt früherer Gebäude. Ein Holzkreuz erinnert an das Dorf.
1982 wurde im Waldgebiet des Naturreservat Trčkov eingerichtet.